# Mary Brush
Mary Brush (Davenport, 1815) fue una inventora y una de las primeras mujeres estadounidenses en obtener una patente a su nombre en la oficina de patentes de Estados Unidos.

## Trayectoria
Concedida el 21 de julio de 1815, su patente fue para un corsé. Mejoró el diseño existente y estaba destinado a "preservar la forma de la figura femenina". En 1908, el periódico The Cincinnati Enquirer la identificó como la segunda mujer estadounidense en obtener una patente.